# Bilbomb

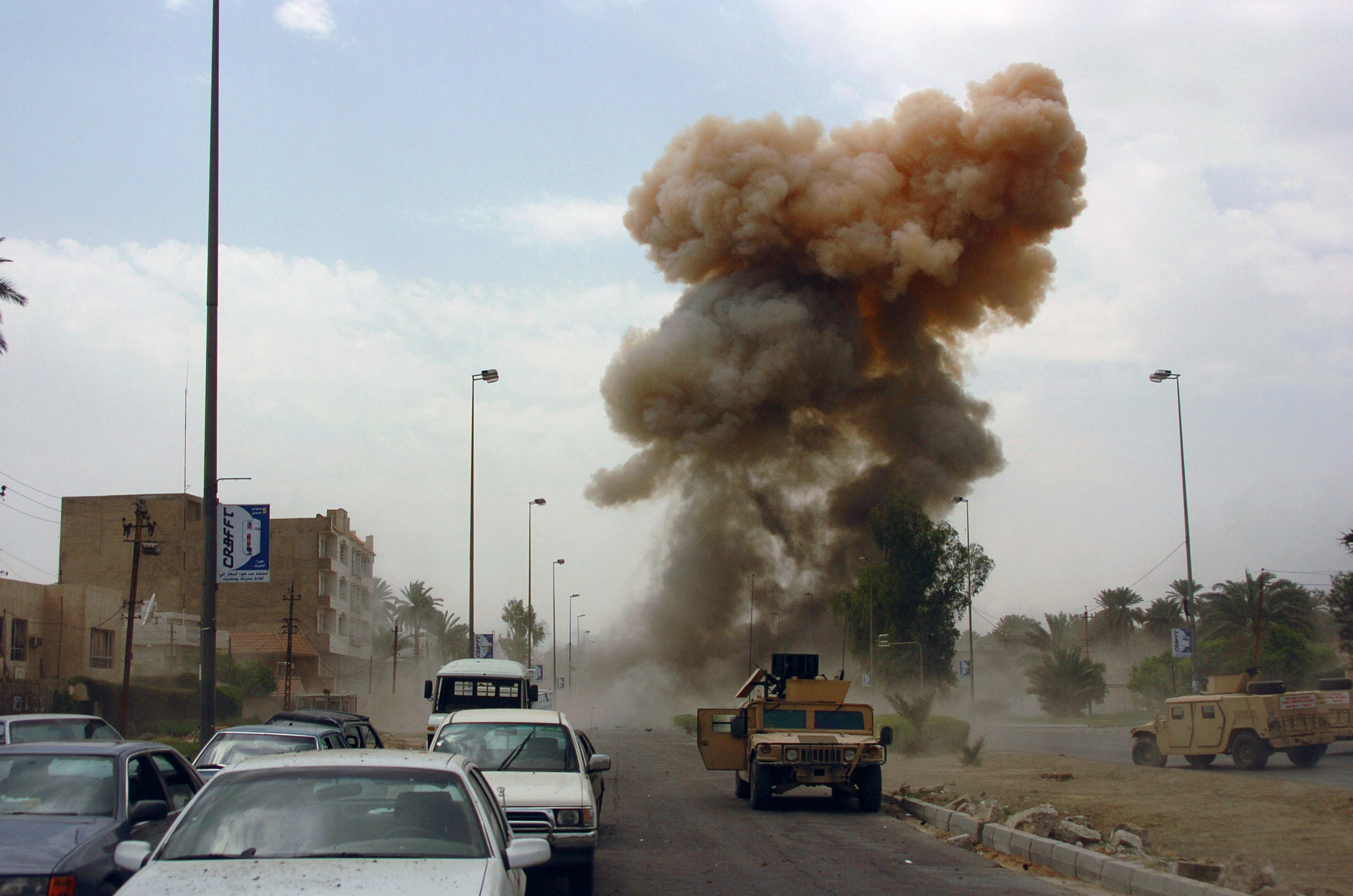
Bilbomb i Irak riktad mot den irakiska polisen, 18 personer omkom.

Bilbomb används för att genomföra lönnmord eller terrorattentat.
Om en bilbomb används för att lönnmörda en viss person är ett vanligt tillvägagångssätt att anbringa en sprängladdning i en bils motorrum eller under karossen och med tändmekanismen kopplad till bilens tändning, så att bomben briserar då bilen startas.
Om en bilbomb används för att utföra ett terrorattentat kan tillvägagångssättet exempelvis vara sådant att bilen fylls med sprängmedel, varefter gärningsmannen avlägsnar sig och utlöser sprängladdningen medelst fjärrutlösning.

## Kända fall med bilbomber

### Lönnmord eller försök till lönnmord
- Bilbomben i Nacka 1999
- Attentatet mot Jandarbijev

### Terrorattentat
- Attentatet mot ordföranden i styrande rådet i Irak
- Terrorattentaten i Norge 2011